# Frederick Conboy

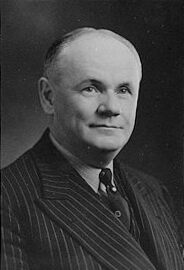
Frederick J. Conboy (1944)

Frederick Joseph Conboy (* 1. Dezember 1882 in Toronto, Ontario; † 29. März 1949 in Toronto, Ontario) war ein kanadischer Zahnarzt, Politiker und 47. Bürgermeister von Toronto.

## Leben
Frederick Conboy wurde als eines von fünf Kindern von James und Sarah Conboy in Torontos Westend geboren. Nach der schulischen Ausbildung studierte er an der University of Toronto Zahnmedizin und begann 1905 als Zahnart zu praktizieren. Von 1926 bis 1935 war er Direktor des zahnärztlichen Dienstes in der Gesundheitsabteilung des Staates Ontario. 1935 und 1936 wurde er in den Stadtrat gewählt. Er leitete dort Maßnahmen gegen die Arbeitslosigkeit ein und setzte sich u. a. für die Stadtplanung und die Gesundheitsvorsorge ein. Er unterstützte außerdem den Bau des Flughafens Toronto-City sowie den Ausbau der Hafenanlagen. Von 1941 bis 1944 wurde er zum Bürgermeister gewählt. Im letzten Jahr seiner Amtszeit wurde er zum Vorsitzenden der kanadischen Bürgermeistervereinigung Canadian Federation of Mayor gewählt.
Frederick Conboy war zweimal verheiratet. Mit seiner ersten Frau, die 1913 verstarb, hatte er einen Sohn. Im Jahr 1940 heiratete Conboy ein zweites Mal. Er war Mitglied der Konservativen Partei Kanadas und Mitglied im Oranier-Orden.